# Bostanite
Bostanite (bułg. Боста̀ните) – dawna wieś w północno-zachodniej Bułgarii, w obwodzie Widin, w gminie Czuprene. W 2012 roku wieś została zlikwidowana.